# Sciurus variegatoides
Sciurus variegatoides är en däggdjursart som beskrevs av Ogilby 1839. Sciurus variegatoides ingår i släktet trädekorrar, och familjen ekorrar. IUCN kategoriserar arten globalt som livskraftig.
Inga underarter finns listade i Catalogue of Life. Wilson & Reeder (2005) skiljer mellan 15 underarter.

## Utseende
Arten når en kroppslängd (huvud och bål) av 22 till 34 cm, den yviga svansen är lika lång eller lite kortare. Individerna väger 430 till 910 g. Som det vetenskapliga namnet antyder varierar pälsfärgen mycket beroende på underart, årstid och individ. På ovansidan kan pälsen vara svartaktig, rödbrun, gulgrå eller vitaktig. Undersidan är hos de flesta individer ljusare. Kännetecknande är en gulaktig fläck på öronens baksida. Den yviga svansen är svartgrå med glest fördelade vita hår.
Enligt följande schema kan Sciurus variegatoides skiljas från andra trädekorrar som lever i Centralamerika. Den har ingen rödaktig svans som Sciurus granatensis. Den är större och har tjockare (yvigare) svans än Deppes ekorre. Den är större och sällan enhetlig grå som Sciurus yucatanensis. Den har gula fläckar på öronen som saknas hos Sciurus aureogaster.

## Utbredning och habitat
Denna ekorre förekommer från sydvästra Mexiko till centrala Panama. Arten vistas vanligen i låglandet och i bergstrakter upp till 1800 meter över havet. Ibland når arten 2600 meter över havet. Habitatet utgörs av städsegröna skogar, lövfällande skogar och trädodlingar.

## Ekologi
Sciurus variegatoides är dagaktiv och klättrar främst i träd. Boet av löv och kvistar placeras i trädens håligheter eller på grenar. Utanför parningstiden lever varje individ ensam. Hanarnas revir kan överlappa med reviren av andra hanar eller honor.
Denna ekorre äter främst mjuka frukter. I områden med fruktodlingar betraktas den därför som skadedjur. Dessutom ingår fruktkärnor, klätterväxter, blommor och svampar i födan.
Fortplantningssättet antas vara lika som hos andra trädekorrar. Det finns bara en parningstid per år och per kull föds 2 till 8 ungar. I Panama sker parningen i april eller maj.

## Bildgalleri

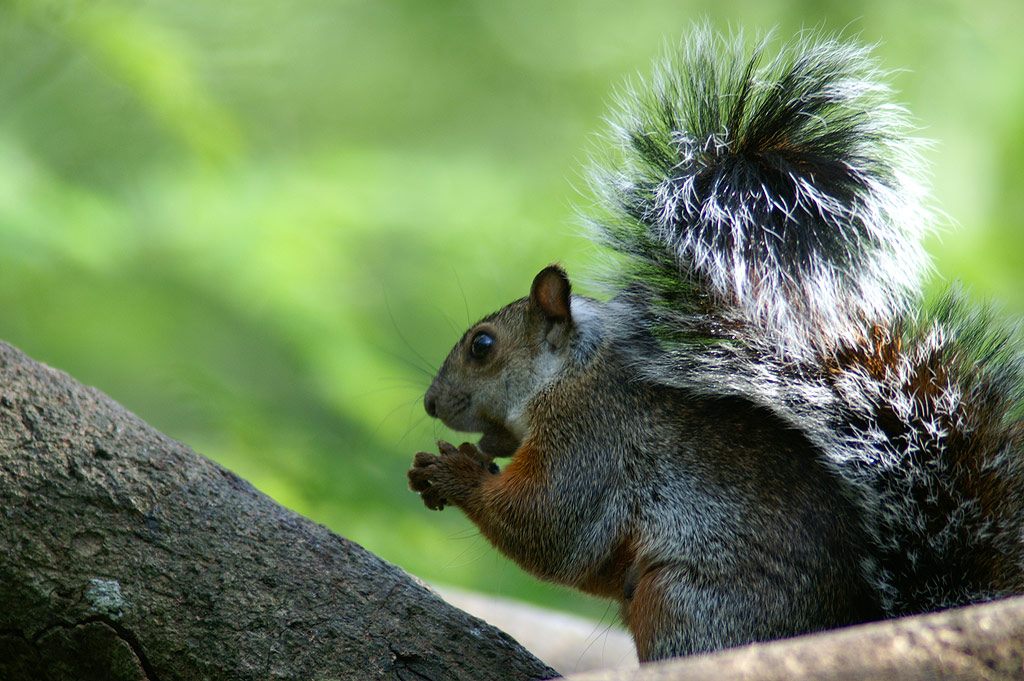
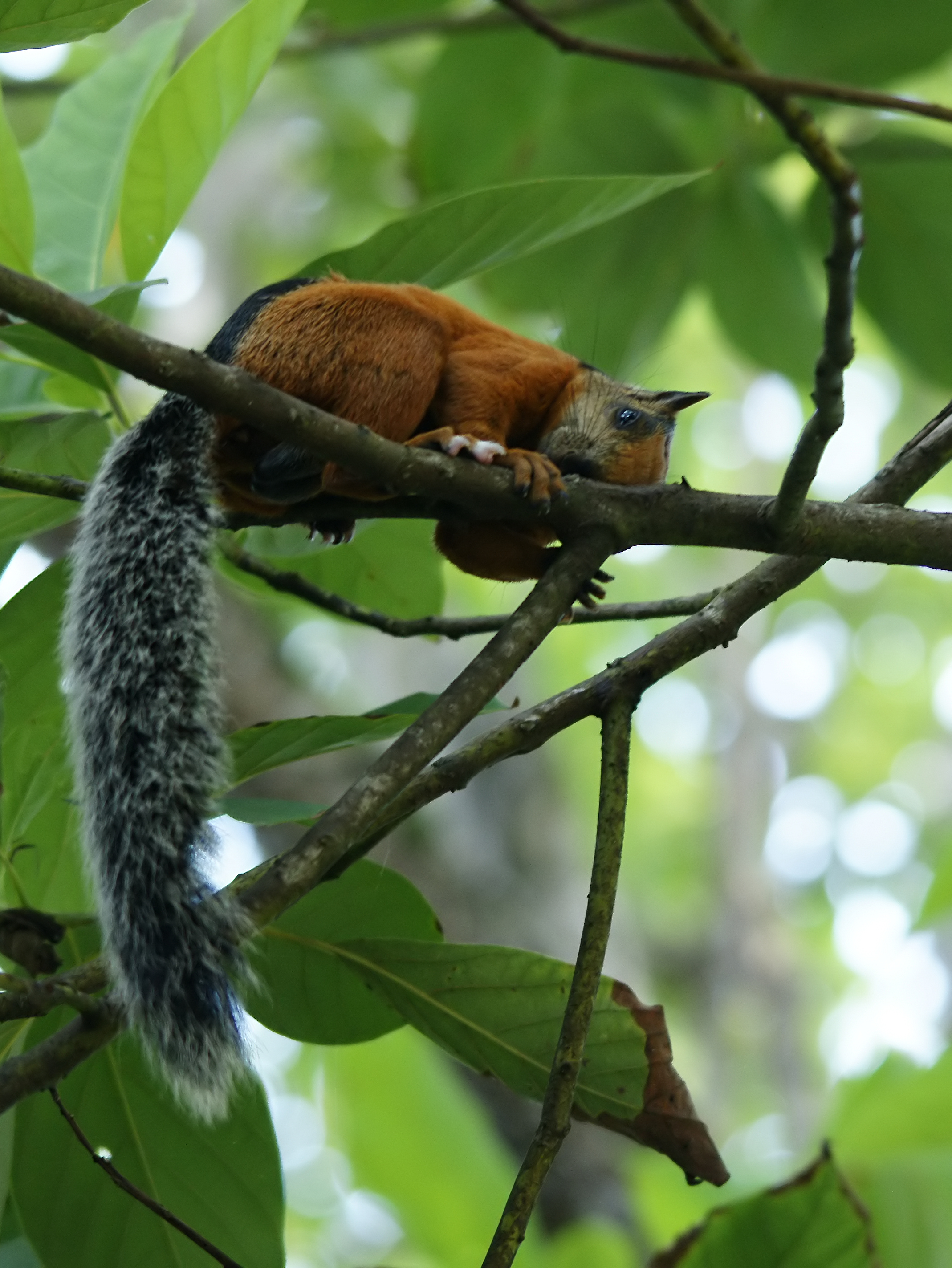
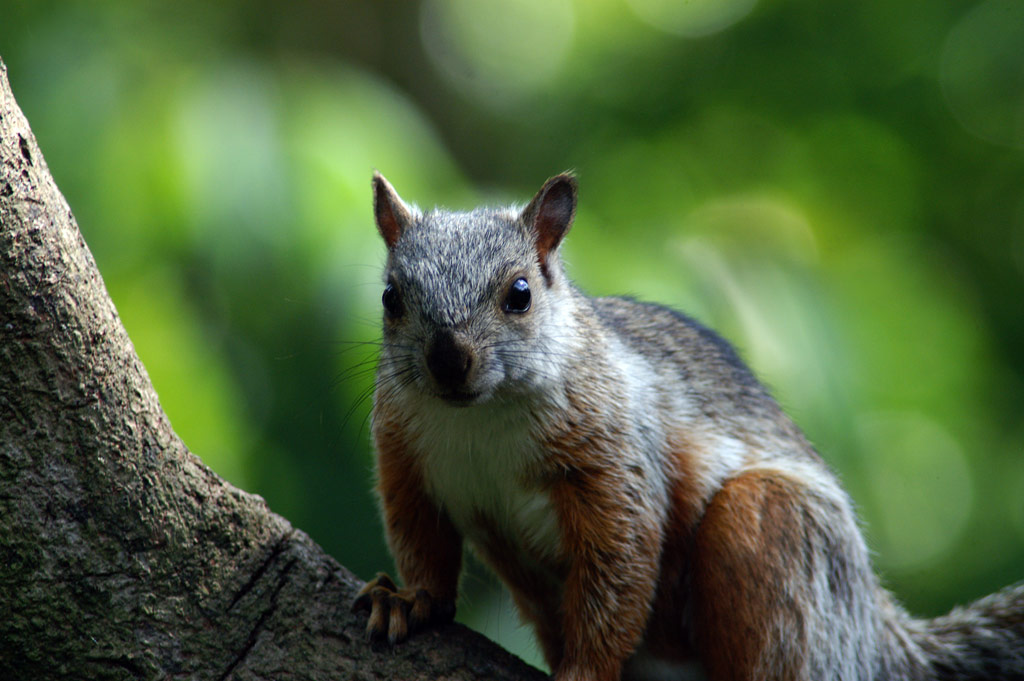
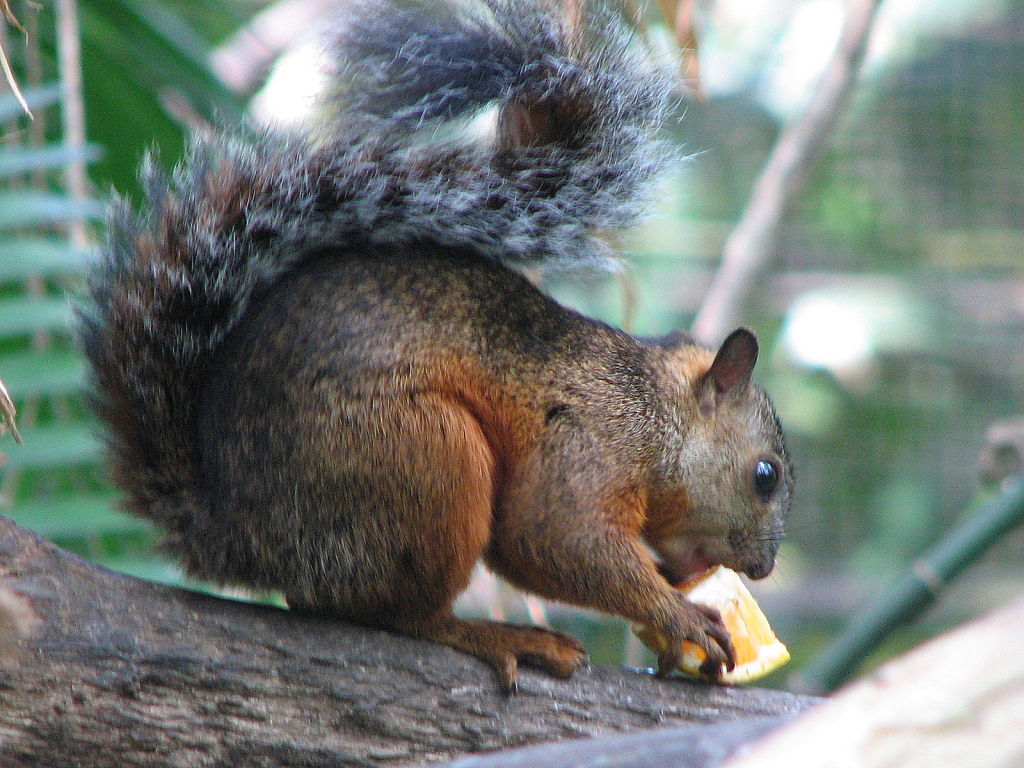
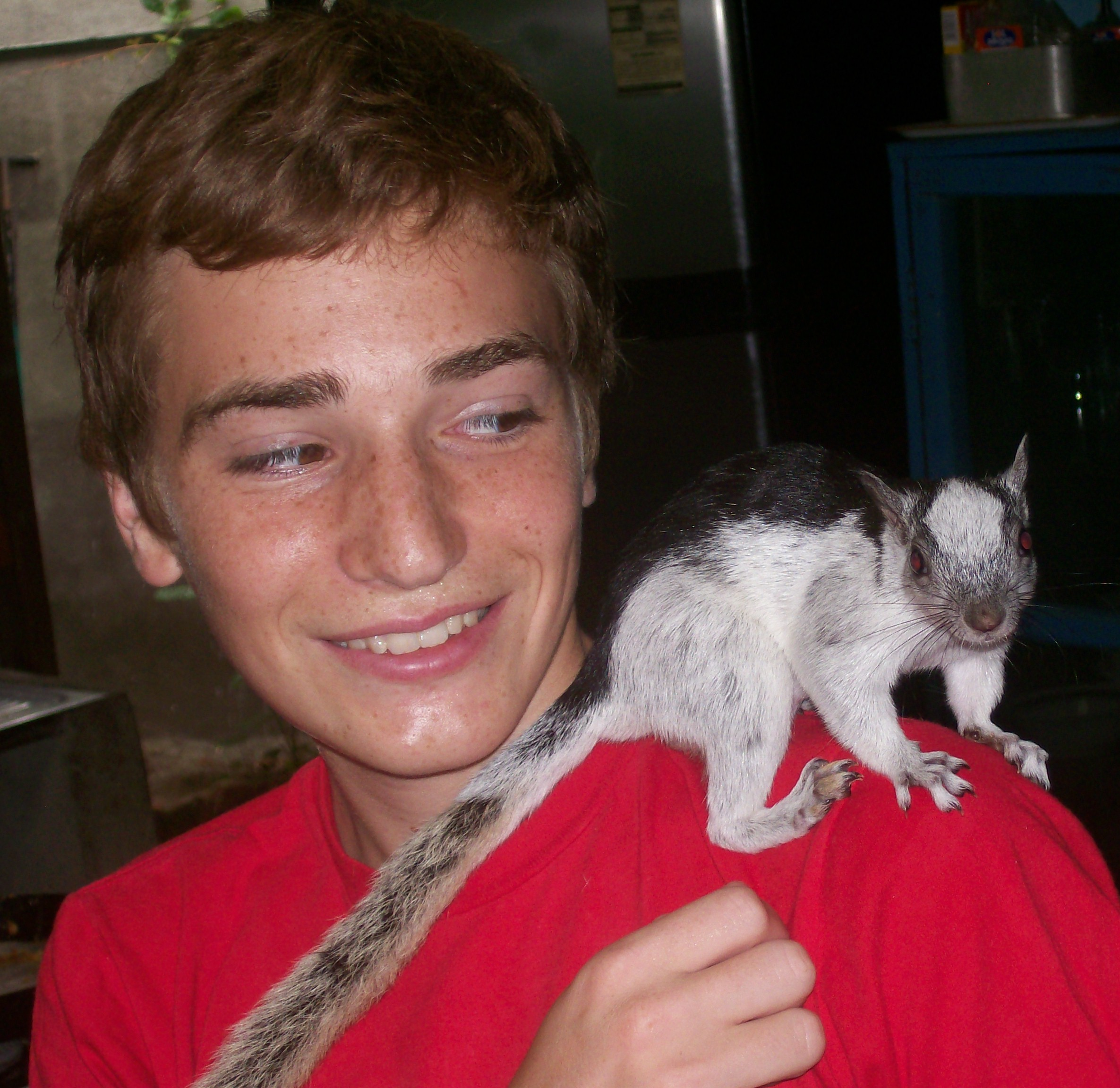
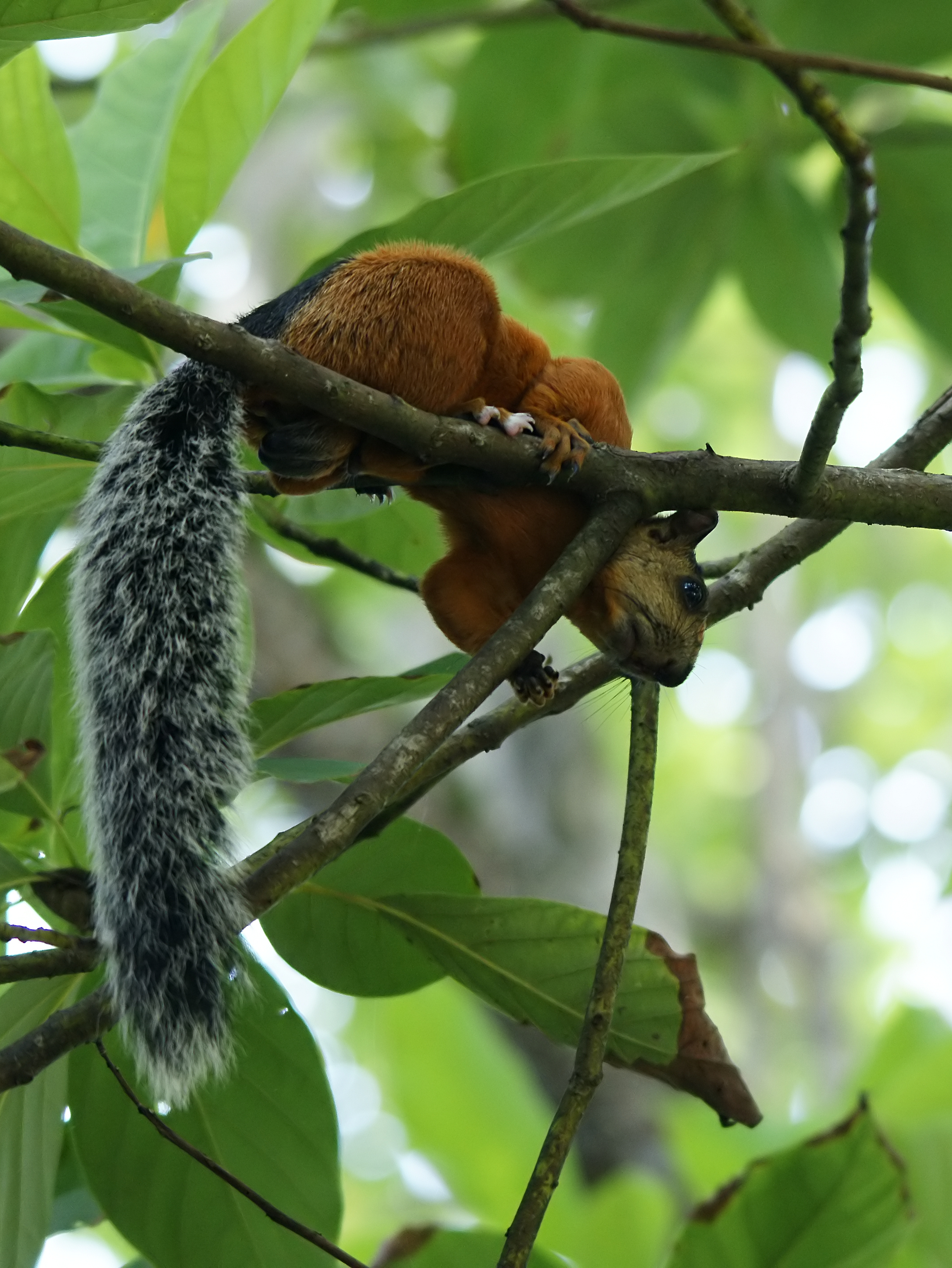